# Blåand
Blåand (Hymenolaimus malacorhynchos) är en starkt hotad and som är endemisk för Nya Zeeland.

## Utseende och levnadssätt
Fågeln är 53 centimeter lång, blågrå, med blekrosa näbb. Bröstet är rödbrunfläckat och ögonen gula. Ungfåglar är mindre fläckiga på bröstet och har grå ögon och näbb. Den är en kraftfull simmare och tar sällan till vingarna.
Hanens spelläte beskrivs som en vissling på utandning, medan honans är ett skallrande, morrande läte.

### Häckning
Blåanden häckar i ihåliga stammar, bergsskrevor och andra skyddade platser. Den lägger vanligtvis sex ägg som ruvas av honan. Ungarna kan klara sig själva och simma i de starka strömmarna direkt efter kläckning. Både hona och hane vaktar över ungarna de 70–82 dagar det tar dem för att lära sig flyga.

### Föda
Arten äter nästan uteslutande vattenlevande invertebrater. Tillfälligt kan den även äta frukter från alpint växande buskar.

## Utbredning och systematik
Blåanden förekommer i snabbt strömmande vattendrag i bergsområden i Nya Zeeland. Den delas in i två underarter, nominatformen malacorhynchos på Sydön och hymenolaimus  på Nordön. Blåanden placeras som ensam art i släktet Hymenolaimus.

## Status och hot
IUCN kategoriserar arten som starkt hotad (EN) på grund av den mycket begränsade och fragmenterade utbredningen och att arten minskar, framför allt på Sydön till följd av predation från invasiva arter. Världspopulationen uppskattas till mellan 1 000 och 2 500 vuxna individer, även om den är svår att bedöma med tanke på den svårinventerade levnadsmiljön. I de bestånd där predationen begränsats ökar artens fortplantningsförmåga avsevärt, från 91 % misslyckade häckningar och 0,64 flygga ungar per par till 94 % överlevnad och tre ungar per par.

## Namn
Blåand kan även vara ett dialektalt namn på knipa.

## Bilder

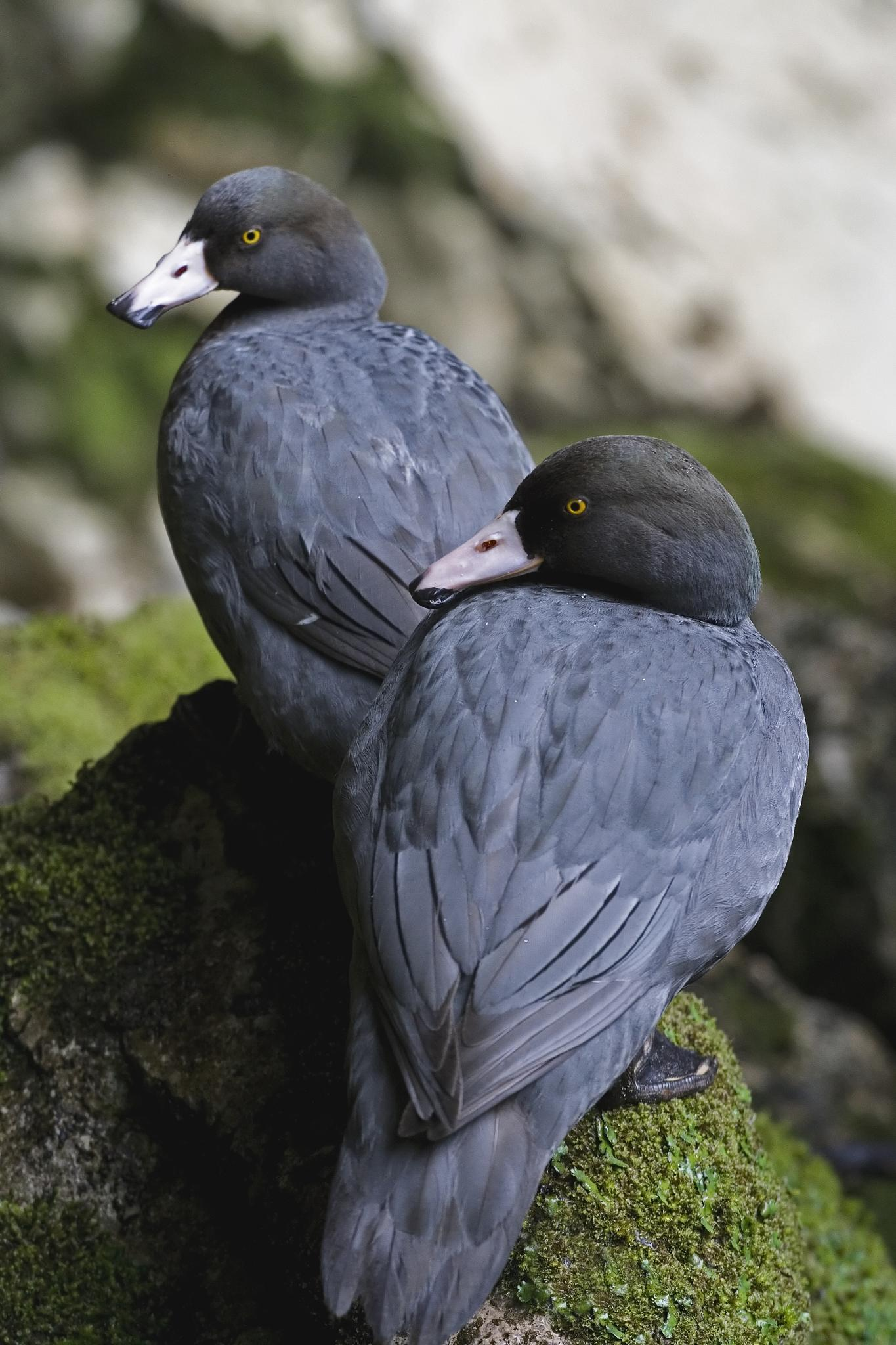
Blåänder på Sydön.
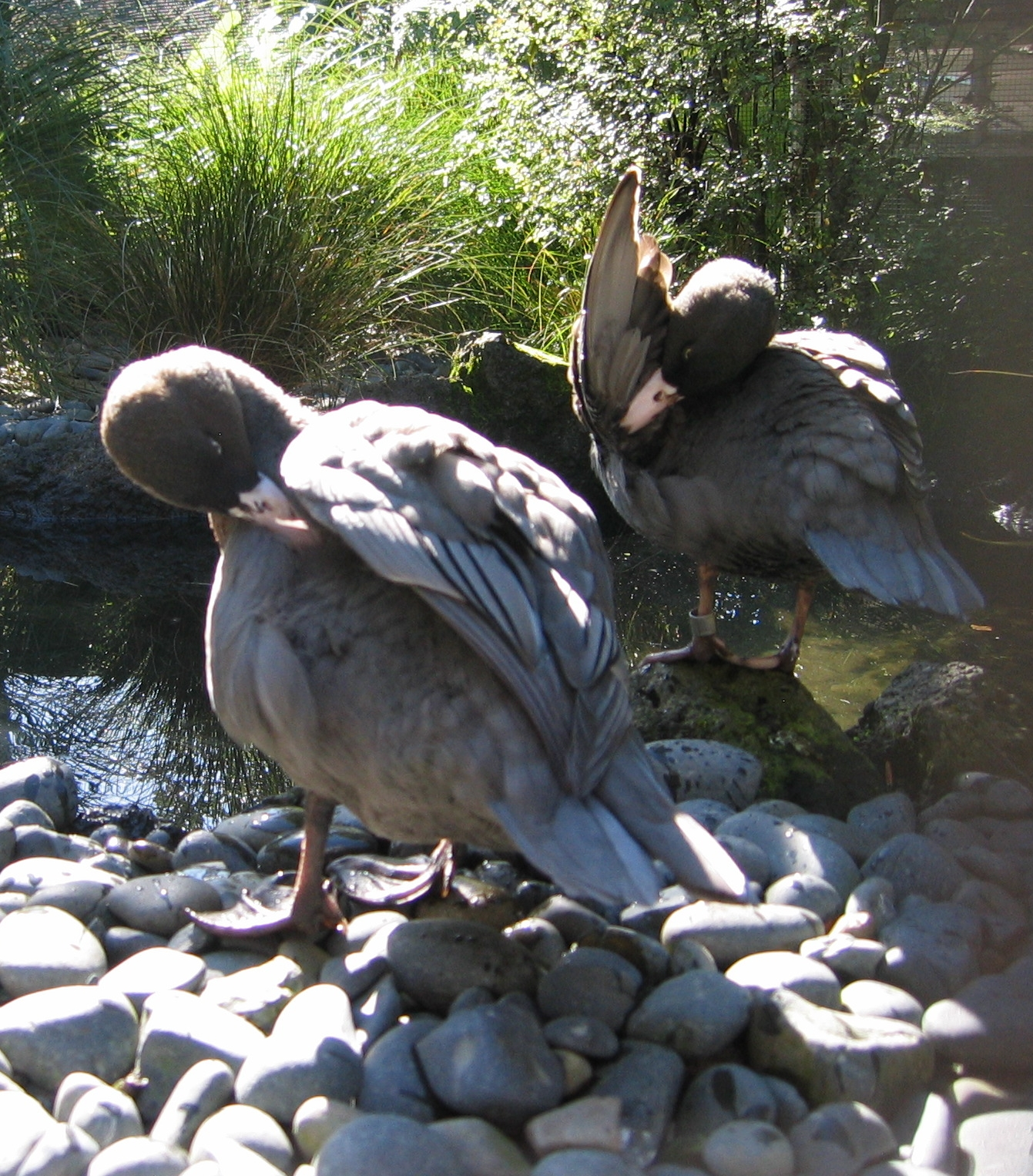
Blåänder som putsar sig.